# 2010 LK109
2010 LK109, também escrito como 2010 LK109, é um objeto transnetuniano que está localizado no Cinturão de Kuiper, uma região do Sistema Solar. Este objeto é classificado como um provável cubewano. Ele possui uma magnitude absoluta de 8,9 e tem um diâmetro estimado com cerca de 73 km.

## Descoberta
2010 LK109 foi descoberto no dia 11 de junho de 2010 pelos astrônomos M. Yagi, Y. Komiyama, F. Nakata e S. Shinogi.

## Órbita
A órbita de 2010 LK109 tem uma excentricidade de 0,072 e possui um semieixo maior de 45,518 UA. O seu periélio leva o mesmo a uma distância de 42,257 UA em relação ao Sol e seu afélio a 48,779 UA.